# Хоцеюв
Хоцеюв (пол. Chociejów, нім. Göttern) — село в Польщі, у гміні Ґубін Кросненського повіту Любуського воєводства.
Населення — 67 осіб (2011).
У 1975-1998 роках село належало до Зеленогурського воєводства.

## Демографія
Демографічна структура станом на 31 березня 2011 року:
|          | Загалом | Допрацездатний вік | Працездатний вік | Постпрацездатний вік |
| -------- | ------- | ------------------ | ---------------- | -------------------- |
| Чоловіки | 35      | 8                  | 25               | 2                    |
| Жінки    | 32      | 6                  | 17               | 9                    |
| Разом    | 67      | 14                 | 42               | 11                   |